# Grand cimetière de Kuopio
Le grand cimetière de Kuopio (en finnois : Kuopion Iso hautausmaa) ou ancien cimetière (en finnois : Vanha hautausmaa) est un cimetière situé dans le quartier Puijo de Kuopio en Finlande,,.

## Présentation

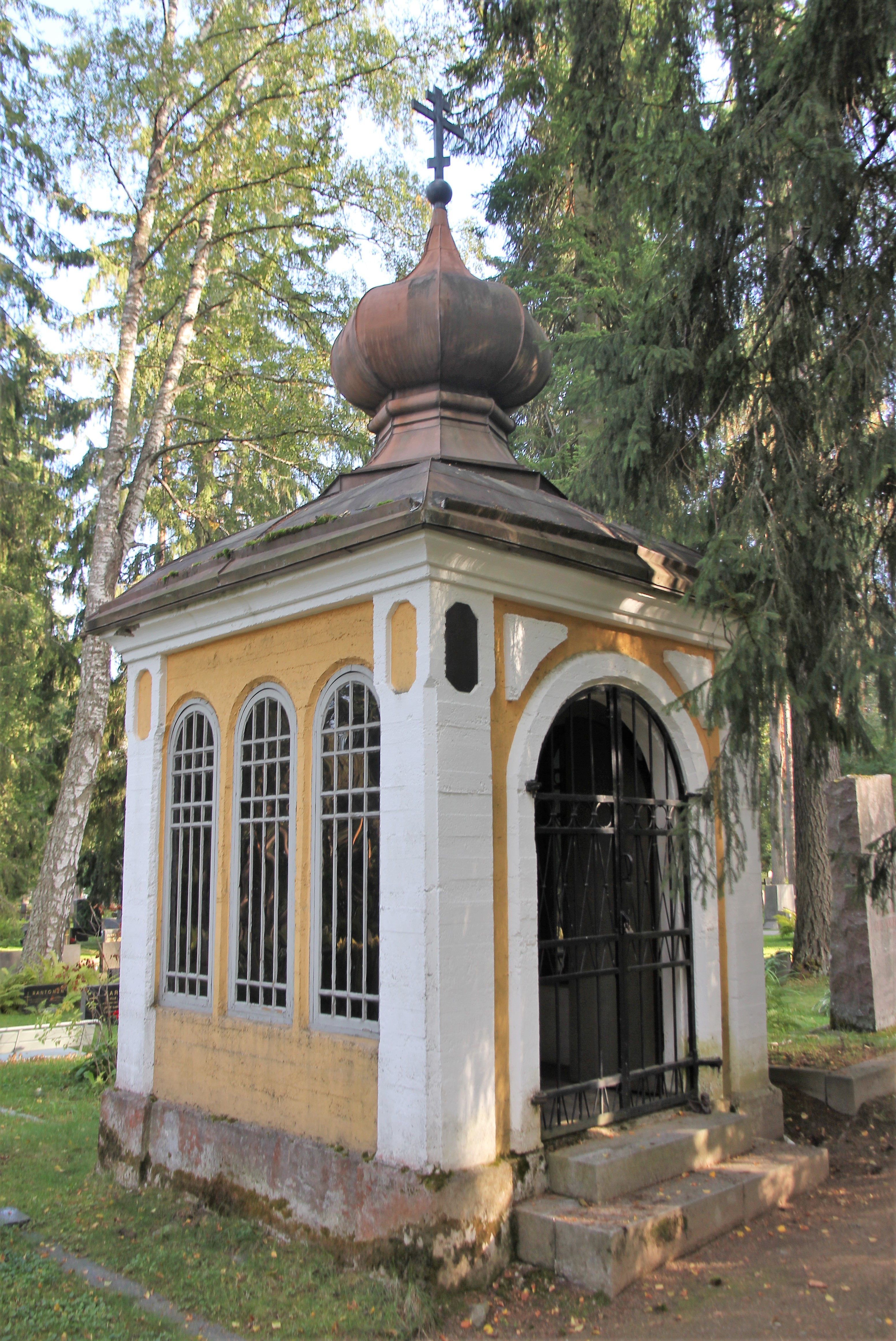
Chapelle orthodoxe (1912).

Le cimetière est fondé en 1867 et a été agrandi à plusieurs reprises au XXe siècle.
Il s'étend sur 15 hectares.
Le cimetière est délimité au sud par la ligne de Savonie, à l'ouest par les chapelles de bénédiction le long de Karjalankatu, le bâtiment du musée de l'église orthodoxe et du conseil de l'église orthodoxe, au nord par la route nationale 5 et à l'est par Puijonkatu,,,.
Le cimetière possède un carré orthodoxe établi au début du XXe siècle.
Le cimetière abrite aussi le carré de soldats russes, les cosaques du Don, avec une chapelle commémorative construite en 1912,.
Selon le Museovirasto, le grand cimetière du quartier de Multimäki représente la culture des cimetières finlandais d'une manière significative au niveau national.
Le cimetière abrite également un bâtiment de service, un bureau du cimetière, un crématorium et les chapelles Saint-Marc et Saint-Pierre.

## Personnalités reposant au cimetière
- Minna Canth

## Galerie

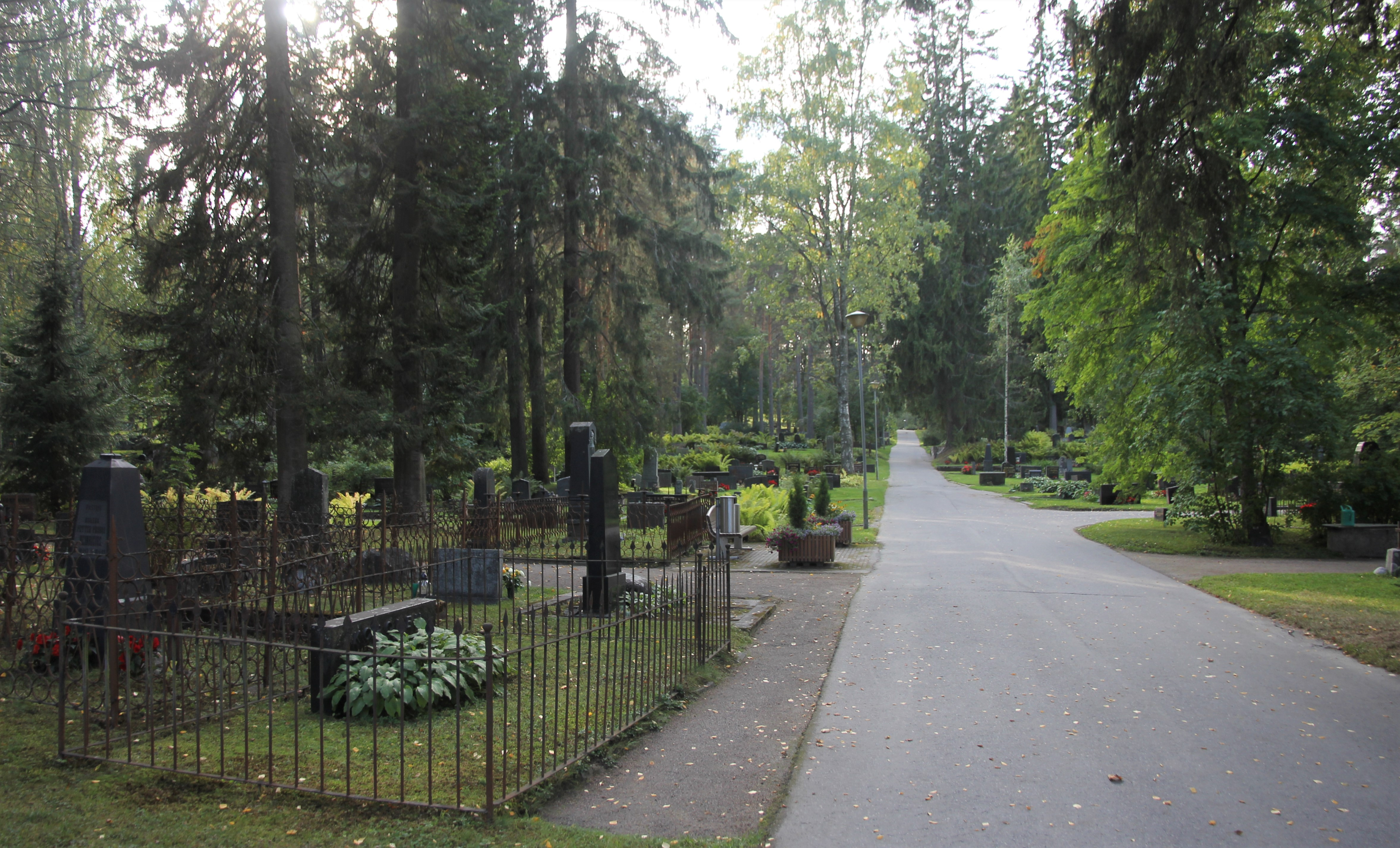
Partie orientale..
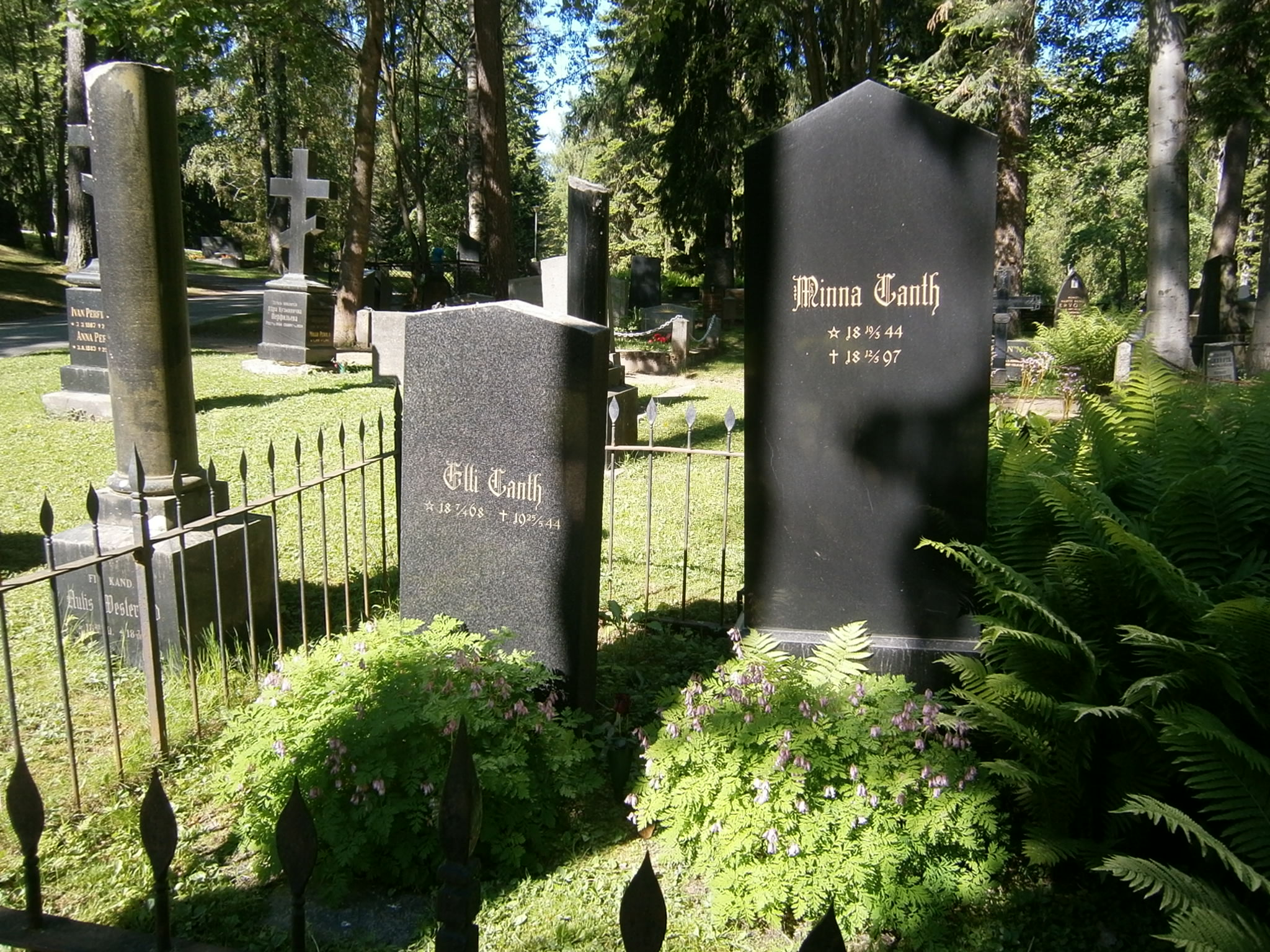
Tombe de Minna Canth.
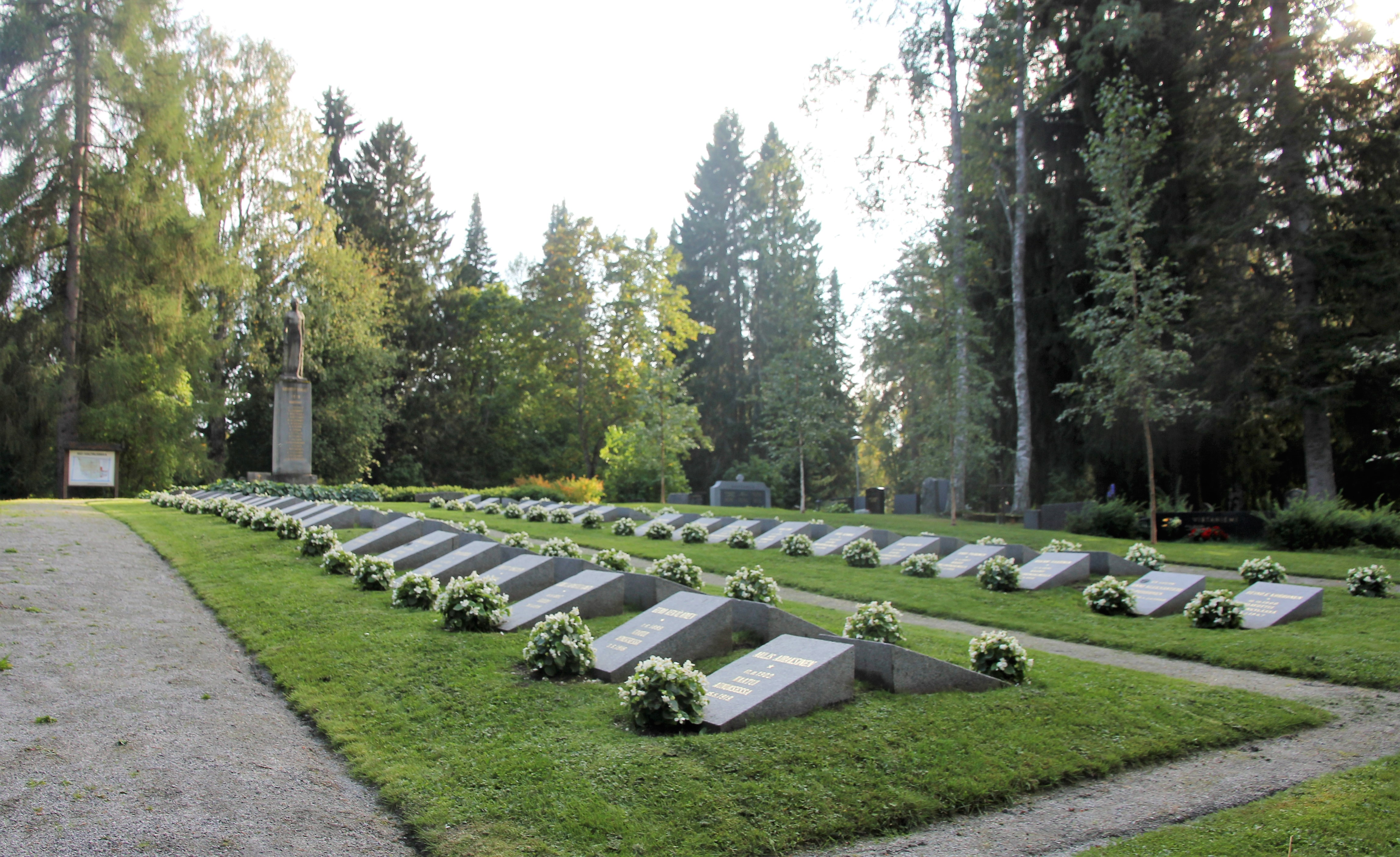
Carré militaire.